# География Кот-д’Ивуара

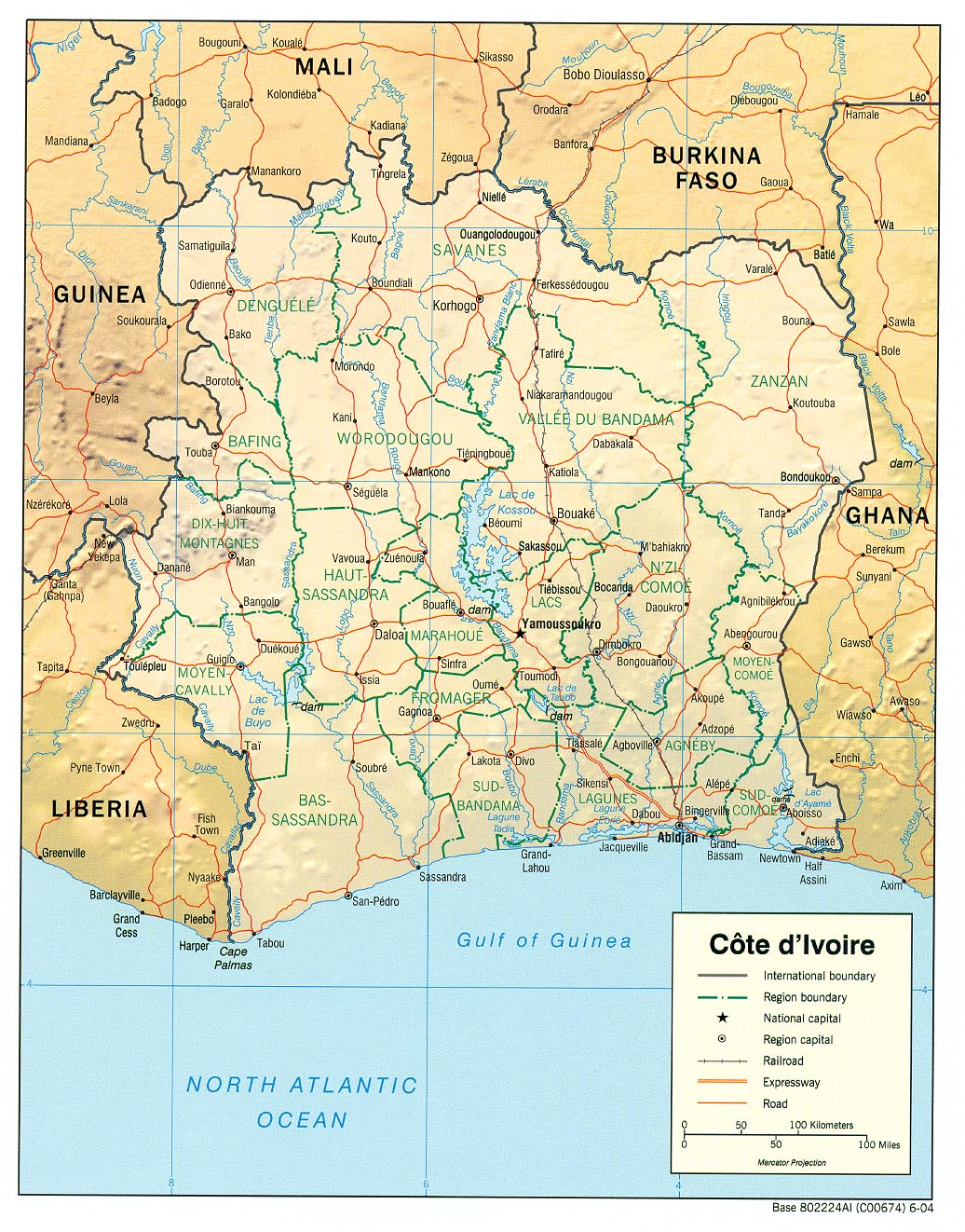
Карта Кот-д’Ивуар

Рельеф Кот-д’Ивуара

Республика Кот-д’Ивуар (до 1986 название официально переводилось на русский язык как Берег Слоновой Кости) — государство в Западной Африке. Граничит с Либерией, Гвинеей, Мали, Буркина-Фасо и Ганой, с юга омывается водами Гвинейского залива.
Занимает площадь 322 460 км².
Общая длина государственной границы составляет 3110 км, с Буркина Фасо — 584 км, Ганой — 668 км, Гвинеей — 610 км, Либерией — 716 км, Мали — 532 км.
Преимущественно равнинная страна.
Береговая линия: 515 км. Рельеф территории страны Кот-д’Ивуар изменяется от равнины на юге до плато на севере. На северо-западе лежат горы.
Самая высокая точка — г. Нимба (Mont Nimba) 1752 м.

## Природные условия
Преимущественно равнинная страна, покрытая влажнотропическими лесами на юге и высокотравной саванной на севере.
Климат — экваториальный на юге и субэкваториальный на севере и центральных районов. Самые сильные дожди идут с апреля по июль, а также в октябре-ноябре, три сезона — прохладный и сухой (с ноября по март), жаркий и сухой (с марта по май), жаркий и влажный (с июня по октябрь). С декабря по февраль в северных областях страны дуют ветры харматан, приносящие жаркий воздух и песок из Сахары.
Средняя годовая температура — от + 26 °C до + 28 °C. Годовые суммы осадков — от 1100 мм на севере до 5000 мм на юге.
Природные ресурсы — нефть, газ, алмазы, марганец, железная руда, кобальт, бокситы, медь, золото, никель, тантал.

### Внутренние реки
Главные реки — Сасандра, Бандама и Комоэ, однако ни одна из них не судоходна более чем на 65 км от устья из-за многочисленных порогов и резкого снижения уровня воды в сухой период.

### Растительность
Прибрежная зона покрыта густыми тропическими лесами. На севере и в центре страны лежит обширная саванна.

### Животный мир
В Кот-д’Ивуаре водятся шакалы, гиены, леопарды, слоны, шимпанзе, крокодилы, несколько видов ящериц и ядовитых змей.